# FIRST Tech Challenge
FIRST Tech Challenge (FTC) este o competiție de robotică cu tradiție în SUA, care se adresează elevilor din clasele 7-12 si care presupune proiectarea, construirea și programarea unui robot.  Competiția se desfășoară și în România din anul 2016 sub numele de FIRST Tech Challenge România și este organizat de Asociația Nație Prin Educație. Meciurile competiționale se dispută în alianțe: – 2 echipe în alianța albastră, 2 echipe în alianța roșie si 4 roboți pe un teren specific de joc. Construcția robotului este bazat pe un kit care este format din piese metalice și/sau plastic, din care se construiește structura și sistemul de angrenare , împreună cu diferite piese electronice(senzori, sisteme de control, cameră video), toate acestea puse în mișcare de un dispozitiv bazat pe Android (sistem de operare)  programat folosind Java (limbaj de programare),prin sistemul de blocuri de programare, sau alte sisteme de programare Android. Echipele sub îndrumarea antrenorilor, mentorilor și împreună cu voluntari, dezvoltă strategii și construiesc  roboți, bazându-se pe principii inovatoare, din inginerie. Premiile sunt date pentru performanța și construcția robotului precum și pentru activitățile echipelor de robotică în comunitate.

## Istorie
FIRST Tech Challenge a apărut în cadrul concursului existent FIRST Robotics Competition și din platforma IFI Robovation. FIRST, RadioShack și Innovation First au realizat o colaborare pentru a dezvolta o versiune îmbunătățită a kitului IFI Robovation. Kit-ul a fost actualizat în mod semnificativ și a fost redenumit VEX Robotics Design System. Pentru sezonul 2008, Pitsco a dezvoltat o platformă care folosește NXT brick împreună cu un hardware suplimentar și noi elemente structurale sub noul nume de TETRIX . 
În 2004-05, FIRST a lansat primul sezon a competiției denumit FIRST Vex Challenge. În acest sezon de debut au participat 130 de echipe, împărțite în 6 turnee regionale, tema competiției purtând numele: FIRST Frenzy: Rising the Bar. Cincizeci de echipe au participat la turneul final FVC în cadrul FIRST Championship din aprilie 2006. La 29 aprilie 2006, Consiliul de administrație FIRST a votat continuarea concursului și în sezonul 2006-2007. 
În vara anului 2007, după două sezoane sub denumirea de FIRST Vex Challenge, FIRST a anunțat că această competiție a fost redenumită și v-a purta numele de FIRST Tech Challenge. 
În sezonul FTC 2015-2016, NXT bricks care erau folosite anterior pentru controlul robotului au fost înlocuite de telefoanele Android care rulau Android KitKat (4.4) și foloseau un  cip Qualcomm Snapdragon (410).

## Competiția

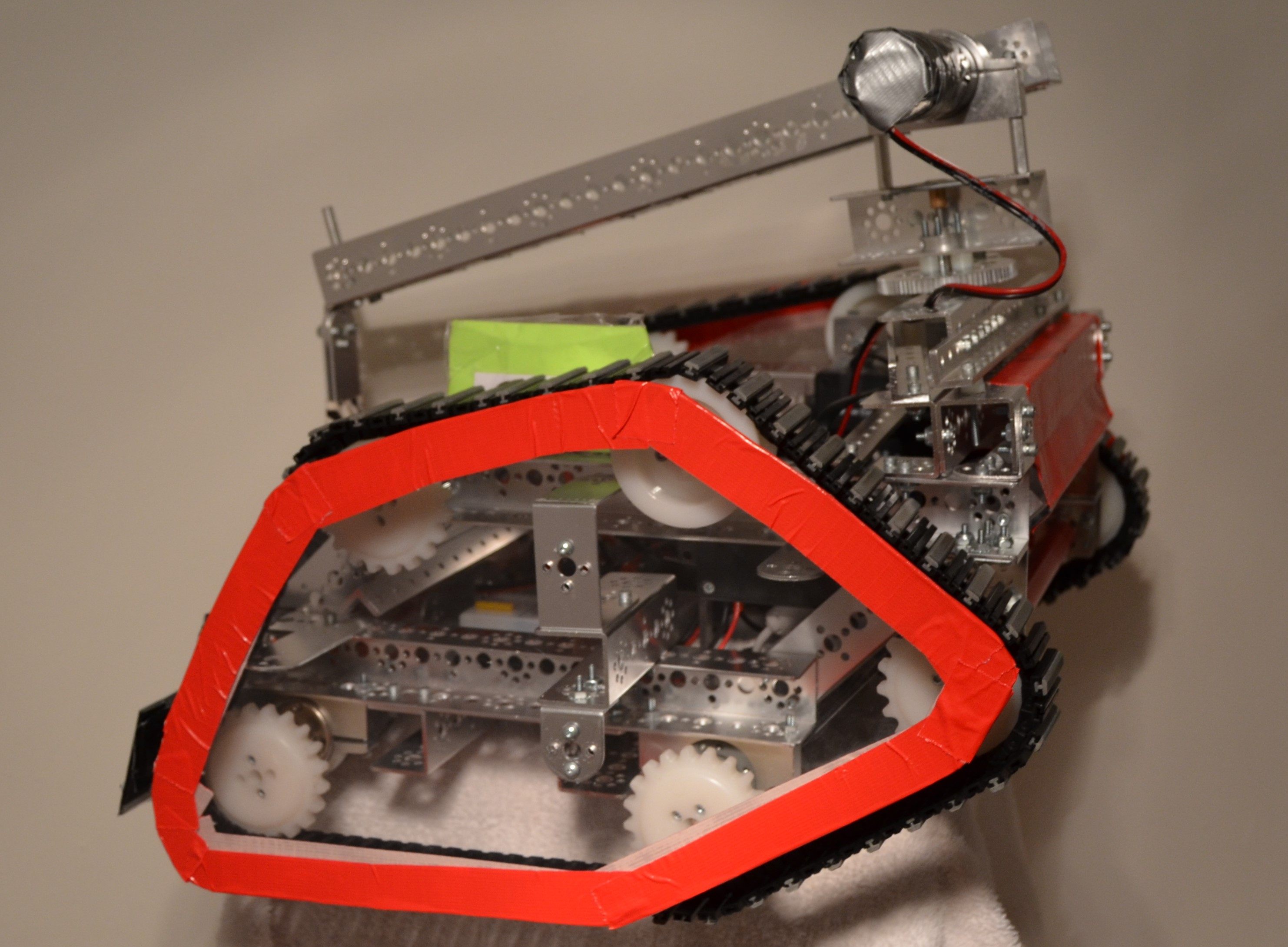
Robotul echipei 8275, Tech Busters, în sezonul FIRST Res-Q challenge 2015-2016

Calificarea unei echipe de la un nivel al competiției la altul în competiția FIRST Tech Challenge poate fi obținută sau printr-un premiu obținut pe teren (50%) sau câștigând un premiu(din lista prezentată mai jos) acordat de către un juriu. Jurizarea competiției este realizată printr-o multitudine de căi cum ar fi prezentarea echipei în fața juriului, vizitarea standului echipei, citirea de către juriu a jurnalului de activități al echipei: engineering notebooks, etc. 

### Planificarea competiției
În fiecare an, în luna septembrie, FIRST anunță noua provocare pentru  jocul din noul sezon pentru echipele FTC, într-un eveniment numit  Kickoff. Spre deosebire de FRC, nu există un termen limită, numita „zi a lansării” când robotul trebuie să fie deja terminat; echipele pot lucra la roboții lor chiar și în timpul competițiilor. Acest lucru se realizează pentru că, asemănător scenariilor din lumea reală, echipelor li se oferă posibilitatea de a-și testa creația „pe teren”, de a descoperi problemele și de a repara aceste probleme înainte de următoarea competiție. În perioada dintre competiții, echipele sunt încurajate să-și îmbunătățească constant roboții. Turneele de calificare și Campionatele regionale / statale au loc din luna octombrie până în luna martie. Echipele au voie să se înregistreze la trei turnee de calificare. Unele state, cum ar fi New Jersey, organizează întâlniri de ligă, care sunt mai similare cu evenimentele sportive. Sunt mai mici și apar mai des. Pentru echipele care avansează din Statele Unite, din sezonul 2013-14 până în sezonul 2017-2018, au fost organizate patru turnee superregionale de campionat din martie până la începutul lunii aprilie, Campionatele Mondiale având loc la sfârșitul lunii aprilie. Începând cu sezonul 2018-19 FTC, Super Campionatele Regionale nu au mai avut loc, iar echipele au avansat de la campionatele lor locale direct la unul dintre cele două Campionate Mondiale de la Houston sau Detroit. Tot aici există un număr de locuri rezervate echipelor din afara SUA, care se califică din cadrul unor Campionate Naționale.

### Jocurile
În zilele de competiție, numărul de meciuri variază în funcție de numărul de echipe care concurează. Meciurile sunt complet aleatorii în privința ordinii jocurilor și în privința echipelor din alianțe. În meciuri, echipele fac parte fie din alianța roșie, fie din alianța albastră fiecare alianță fiind formată din două echipe. Toate echipele participante la meci trebuie să își aleagă programele înainte de începerea meciului. Driverii nu trebuie să atingă gamepadul în prima parte a meciului, această perioadă fiind cunoscută sub denumirea de perioadă autonomă. Următoarea perioadă este perioada în care driverii controlează robotul, în această perioadă driverii controlând robotul așa cum cred de cuviință, dar în limitele regulilor. În ultimele 30 de secunde ale meciului, driverii încearcă să parcheze într-o zonă de punctaj și / sau să finalizeze anumite sarcini care nu pot fi realizate decât în perioada finală a jocului. Alianța câștigătoare primește două puncte de calificare, în timp ce alianța care pierde primește zero. Un meci se poate încheia și la egalitate, caz în care fiecare alianță primește un punct 

### Gracious Professionalism
Valoarea de bază pe care o promovează FIRST Tech Challenge este încorporată în sintagma „Gracious Professionalism”. Acest lucru presupune faptul că membrii unei echipe pot să își arate calitățile în multe feluri, începând de la a ajuta o altă echipă, până la pur și simplu a te simți bine la competiții. Definiția acestei sintagme poate avea un înțeles personal, motiv pentru care este unul dintre cele mai importante aspecte ale FTC. 

## Evenimente
Evenimentele oficiale FTC sunt turneele de calificare sau de campionat; evenimentele neoficiale sunt Turneele Demonstrative . Pe baza performanței în cadrul Campionatelor Regionale / de Stat (SUA)/Naționale,  echipele sunt invitate la unul dintre Campionatele Mondiale pe baza unor criterii de calificare predeterminate. Câștigătorii turneelor de calificare sunt invitați la Campionate Regionale. Până în 2017-18 câștigătorii Campionatelor Regionale erau apoi invitați la turneele superregionale.  După ce alianțele câștigătoare ale celor două campionate mondiale erau stabilite, acestea erau invitate să participe la un Festival of Champions de la Manchester, New Hampshire, pentru a determina FTC World Champion. Pe data de 10 ianuarie 2018, FTC a anunțat că Superregionalele vor fi desființate după sezonul 2017-2018. Datorită acestei modificări, numărul echipelor FTC care participă la fiecare Campionat Mondial a crescut de la 128 la 160 începând cu 2019 
Echipele avansează de la un nivel de competiție la altul, pe baza criteriilor de calificare stabilite în prima parte a manualului de joc din acel an. Criteriile de calificare au fost modificate pentru sezonul 2015-2016 prin adăugare criteriului 7 „Winning Alliance, 2nd Team selected” și 13 „Finalist Alliance, 2nd Team selected”, mutând criteriile succesive în jos cu o poziție.

### Premii
Premiile cele mai importante câștigate pe teren sunt Alianța Câștigătoare și Alianța Finalistă acestea primind recunoaștere pentru performanța din teren. Pe lângă aceste premii există o listă  care include premii oferite la turneele oficiale de Campionat și Calificare pe baza unor criterii de evaluare, inclusiv caietul tehnic, interviul echipei, observația și / sau performanța pe teren:
- Premiul Inspire : Acest premiu este acordat în general echipelor care excelează sub toate aspectele FIRST, inclusiv programare, proiectare robot, caiet tehnic, prezentare în fața judecătorilor, Gracious Professionalism, evenimente de răspândire a valorilor FIRST. Această echipă întruchipează ceea ce ar trebui să fie o echipă de robotică FIRST și este o echipă pe care alții o pot privi ca un model. Premiul Inspire este cel mai bine cotat, deoarece întruchipează toate celelalte premii din interiorul său și permite o calificare directă la următorul nivel de competiție.

- Premiul Think : Echipa câștigătoare a acestui premiu afișează clar procesul de proiectare și construcție al robotului  în caietul tehnic. Acest premiu onorează echipa care a avut o secțiune de inginerie a caietului tehnic care a afișat clar folosirea matematicii, științei și proiectării care a fost folosit în construcția robotului lor.

- Premiul Connect : acest premiu este acordat echipei care se conectează cel mai bine la comunitatea locală de inginerie din afara FIRST prin  prezentarea muncii lor, ce este FIRST și cum pot fi implicați alții în acest concept. În plus, caietul tehnic al acestei echipe arată că au un plan clar de strângere de fonduri, de afaceri și de informare pe care îl vor urma pe tot parcursul sezonului.

- Premiul Rockwell Collins Innovate : Acest premiu este acordat echipei cu cel mai inovativ și creativ ansamblu și subansamblu care se regăsește pe robot. . Acest robot trebuie să funcționeze în mod consecvent, dar nu trebuie să funcționeze neapărat bine în fiecare rundă pentru a fi eligibil pentru acest premiu.

- Premiul Design: acest premiu se concentrează pe aspectul de design al robotului. Echipa câștigătoare al acestui premiu trebuie să arate un design gândit atent al robotului lor, care este atât funcțional, cât și estetic. Robotul trebuie să se distingă de alți concurenți, arătându-și designul unic. Acest design poate fi afișat atât pe terenul de joc, cât și în caietul tehnic prin schițe, planuri, fotografii și design asistat de computer (CAD). CAD ajută echipele să planifice și să creeze roboți virtual, înainte de a construi robotul  fizic.

- Premiul Motivate : Echipa câștigătoare a acestui premiu exemplifică ce înseamnă să fii o echipă FIRST. Această echipă lucrează împreună, arătând un gracious professionalism la concursuri și prin recrutarea și ajutarea altor echipe și altor membri ale echipelor.

- Premiul Control : Acest premiu este centrat pe programare felicită echipa care a utilizat cel mai bine programele unice și senzorii de s folosiți pe robot. Caietul tehnic al acestei echipe trebuie să aibă foarte multe detalii în explicarea implementării lor de software, senzori și control mecanic.

## FIRST Tech Challenge în România
În România, competiția FIRST Tech Challenge a fost adusă de către Asociația Nație prin Educație, condusă de fosta prezentatoare de știri de la TVR Dana Războiu. Primul sezon în care s-a organizat o astfel de competiție în România a fost 2016-2017, anterior existând o singură echipă românească, care a participat la o astfel de competiție internațională încă din sezonul 2011-2012. Numărul de echipe a crescut treptat de la primul sezon când participau aproximativ 50 de echipe până în sezonul 2019-2020 când se estimează un număr de aproximativ 200 de echipe.

## Teme de competiție
În anii anteriori, provocările au avut mai multe teme diferite: 
● 2024-2025:Into the Deep
- 2019-2020: Skystone
- 2018-2019: Rover Ruckus
- 2017–2018: Relic Recovery
- 2016–2017: Velocity Vortex
- 2015–2016: RES-Q
- 2014–2015: Cascade Effect
- 2013–2014: Block Party!
- 2012–2013: Ring It Up!
- 2011–2012: Bowled Over!
- 2010–2011: Get Over It!
- 2009–2010: Hot Shot!
- 2008–2009: Face Off
- 2007–2008: Quad Quandary
- 2006–2007: Hangin'-A-Round
- 2005–2006: Half-Pipe Hustle